# Rari Nantes Camogli
La Rari Nantes Camogli è una società pallanuotistica di Camogli. Milita nella Serie A2, la seconda divisione del campionato italiano.

## Storia
Fondata nel 1914, la RN Camogli nel corso della sua storia ha vinto sei scudetti, una Coppa Comen e diversi trofei giovanili.
Nei primi anni '50 un suo giocatore dell'epoca, l'ungherese Giorgio Erdelyi, creò la prima formazione femminile di pallanuoto in Italia.
Negli ultimi anni la società ha sviluppato, grazie alla rinnovata disponibilità di una moderna ed adeguata piscina comunale, un settore giovanile di tutto rispetto, con significativi successi sia in campo maschile che in quello femminile.
Negli anni settanta la Rari Nantes ha goduto dell'apporto di un tecnico capace di ringiovanire una squadra di campioni a fine carriera: Mino Di Bartolo, di Sori. Grazie al meticoloso lavoro del tecnico che si occupava di tutto il settore tecnico, dai bimbi dei giochi della gioventù alla prima squadra, la Rari Nantes riapprodò ai massimi livelli nazionali, valorizzando un vivaio sempre più importante. Emersero giovani del calibro del portiere Ferrari, dei vari Casazza, Antonucci, Crovetto, Passalacqua, e Massimo Fondelli detto Mamo, vero gioiello tecnico (poi capitano) e divenuto campione del mondo con la nazionale italiana.
Le stagioni a cavallo tra gli anni settanta e ottanta si susseguono con l'acquisizione di sponsorizzazioni importanti e l'acquisto di giocatori a livelli internazionali.
Negli anni ottanta la Rari Nantes poté vantare nel proprio organico campioni del calibro di Frank Otto, temibile mancino della nazionale tedesca, Gianni De Magistris, universalmente riconosciuto come migliore giocatore italiano di tutti i tempi.
Il culmine lo raggiunse battendosi per i Play-off nazionali ai quali giunse con in porta un giovanissimo Francesco Cichero, ottimo portiere ancorché poco più che maggiorenne, all'epoca già nel mirino dei selezionatori azzurri.
Sulla panchina della RN dopo Di Bartolo, si sedette Vio Marciani, campione nel Camogli ed olimpionico anni '60.
Negli anni settanta alla presidenza sedeva Girò Riccobaldi, discendente di un'importante famiglia camoglina con interessi nell'industria delle reti da pesca.
Nella stagione di Serie A1 2012-2013, in dissenso con la Federnuoto in materia di calendarizzazione dei campionati, gestione dei diritti televisivi e dei contratti di sponsorizzazione, riduzione delle spese amministrative, il club manifestò l'intenzione di non iscrivere la squadra al campionato di A1, trattando lo scambio del titolo sportivo con la Telimar Palermo (Serie A2); ricevuto il parere negativo della FIN riguardo a tale scambio, la squadra si iscrisse regolarmente il 2 settembre la regolare iscrizione al campionato di A1, seppur con una squadra di soli giovani, arrivando ultima.
La società affrontò la Serie A2 per diversi anni, arrivando spesso prima ma mancando la vittoria delle finali playoff. Nella stagione 2022-2023 la squadra guidata da Angelo Temellini vince i playoff e conquista la promozione in Serie A1. L'anno successivo, tuttavia, retrocede nuovamente in cadetteria.

## Rosa 2024-2025
| N° |                   | Ruolo | Giocatore          |
| -- | ----------------- | ----- | ------------------ |
|    | Italia (bandiera) | P     | Emanuele Rossi     |
|    | Italia (bandiera) | P     | Pierluigi Ruggieri |
|    | Italia (bandiera) | P     | Tommaso Terrile    |
|    | Italia (bandiera) | CV    | Lorenzo Barabino   |
|    | Italia (bandiera) | D     | Leon Kovacevic     |
|    | Italia (bandiera) | CV    | Marco Morello      |
|    | Italia (bandiera) | A     | Francesco Scardino |
|    | Italia (bandiera) | D     | Andrea Cuneo       |
|    | Italia (bandiera) | CV    | Edoardo Caliogna   |

| N° |                     | Ruolo | Giocatore             |
| -- | ------------------- | ----- | --------------------- |
|    | Italia (bandiera)   | A     | Marco Mugnaini        |
|    | Ungheria (bandiera) | A     | Iriczfalvi Gabor Laos |
|    | Italia (bandiera)   | CV    | Giacomo Marchetti     |
|    | Italia (bandiera)   | CB    | Andrea Bonomo         |
|    | Italia (bandiera)   | CV    | Luca Cupido           |
|    | Italia (bandiera)   | CV    | Emanuele Trovò        |
|    | Italia (bandiera)   | D     | Gabriele Molfino      |
|    | Italia (bandiera)   | CB    | Giacomo Pirrone       |

### Staff tecnico
| Allenatore: | Guido Ferreccio |

## Palmarès

### Trofei nazionali
- Campionato italiano: 6

1935, 1946, 1952, 1953, 1955, 1957
- Trofeo del Giocatore: 5

1961, 1976, 1977, 1979, 1980

### Trofei internazionali
- Coppa COMEN: 1

2002-2003

### Trofei giovanili
- Campionato italiano Juniores: 5

1975, 1976, 1979, 2007, 2013
- Campionato italiano Allievi: 10

1946, 1949, 1950, 1973, 1976, 1977, 2008, 2010, 2011, 2012
- Campionato italiano Ragazzi: 5

2006, 2007, 2008, 2009, 2012

## Onorificenze
- Stella d'argento al merito sportivo: 1964
- Stella d'oro al merito sportivo: 1977[2]